# Peter Yorke (componist)
Peter Yorke (Londen, 4 december 1902 – aldaar, 2 februari 1966) was een Brits componist, dirigent, organist en pianist. Voor bepaalde werken gebruikte hij de pseudoniemen: Ivor Gould, Michael Sefton, Barbara Denham.

## Levensloop
Yorke was de zoon van een drukker in Londen en al op 16-jarige leeftijd als organist en koorleider verbonden aan een Londense kerk. Hij studeerde aan het Trinity College of Music te Londen. Zijn vroege muzikale carrière begon hij als pianist in een orkest in het Westen van Londen. Zijn vaardigheid als arrangeur was zo opvallend dat zijn arrangementen binnen een paar jaar bij de belangrijkste Bands in Londen gespeeld werden. In 1927 en 1928 speelde hij als pianist en werkte als arrangeur voor verschillende Britse dansorkesten, bijvoorbeeld met Percival Mackey en daarna met George Fisher (1928), Jay Whidden (1928), Jack Hylton (1929 tot 1933) en Henry Hall (1932-1933). In de verdere samenwerking met Jack Hylton vond hij de voortdurende reizen door het land te veel stress en richtte zijn eigen orkest op, waarmee hij zich op opnames voor Europese radio stations concentreerde.
In 1936 begon hij aan een vruchtbare samenwerking als chef-arrangeur met Louis Levy, een van de pioniers van de Britse muziek voor films. Yorkes ervaring en vaardigheden zijn bij uitstek geschikt voor het grote, weelderige geluid opgeroepen door Louis Levy en zijn Gaumont-British Orchestra in hun vele opnames en uitzendingen.
In 1940 werd Peter York lid van de Royal Air Force en naar zes maanden werd hij overgeplaatst naar de drie diensten afdeling van de omroep. Na de Tweede Wereldoorlog keerde hij in 1946 terug naar het componeren en arrangeren, en vormde zijn eigen groot Concert Orkest, dat gebaseerd was op het symfonische sound, dat hij ontwikkeld had voor de oorlog onder Louis Levy.
"Sweet Serenade", "Our Kind of Music" en "The Peter Yorke Melody Hour" werden erg populair door het BBC radio, zodat luisteraars tot dag genieten van verfijnde versies van populaire deuntjes van zijn eigen stukken van de lichte muziek. Het Peter Yorke Concert Orchestra bestond uit 30 tot 40 muzikanten en hij introduceerde het saxofoonregister als een belangrijke groep met Freddy Gardner als leider van het register. Peter York was daarmee dirigent van een van de populairste omroeporkesten in het Verenigd Koninkrijk tot in de jaren 1960.
Hij was eveneens een heel productief componist en zijn werken werden gepubliceerd in vooraanstaande muziekuitgeverijen zoals Chappells, Francis Day & Hunter, Bosworth, Harmonic, Conroy, Paxton, Josef Weinberger.

## Composities

### Werken voor orkest
- 1937 In My Garden, suite
- 1947 Sapphires And Sables
- 1949 Faded Lilac, wals intermezzo
- 1949 Fireflies
- 1950 Ascot Enclosure
- 1950 Dawn Fantasy, voor piano en orkest
- 1950 Melody of the Stars
- 1950 Quiet Countryside
- 1951 Tompion's grandfather clock
- 1952 In the news
- 1952 Personal appearance
- 1952 Royal Mile
- 1952 We proudly present
- 1953 Flapjack
- 1953 Salvadora
- 1953 Scarlett O'Hara
- 1954 Catastrophe
- 1954 Cup final
- 1954 Misty Valley – tekst: Mitchell Parish
- 1954 Oriental Bazaar
- 1954 On the way
- 1954 Poker dice
- 1954 Spring cruise
- 1954 The Bible speaks today (samen met: Joseph Murrells)
- 1954 The Clown who cried – tekst: Tommie Connor
- 1954 The Search
- 1955 Autumn melody
- 1955 Baronial hall
- 1955 Biergarten
- 1955 Blue mink
- 1955 The Lathe

- 1955 Tossing the caber
- 1956 Golden Melody
- 1956 Parade Of The Matadors
- 1956 Signature theme
- 1957 Miss in Mink
- 1957 Film music album
- 1957 Silks and Satins
- 1958 Caravan Romance
- 1958 Machine Tools
- 1958 Midnight in Mexico
- 1959 Emeralds and ermine
- 1959 Flyaway Fiddles
- 1959 I get tired of being on my own – tekst: Michael Julien
- 1959 Light industry
- 1960 Ambush at dawn
- 1960 Cappuccino
- 1960 Holiday excursion
- 1960 Moment of parting
- 1960 Moonscape
- 1960 Newsboy
- 1961 Cocktails by candlelight
- 1961 Geiger counter
- 1961 Lazy piano
- 1961 Micrometer
- 1961 Stiletto heels
- 1961 Time to dream
- 1962 Oil bath
- 1962 Pinion wheels
- 1963 Spider's web
- 1964 Busy schedule

- 1964 Do it yourself
- 1965 Aggression
- 1965 Shoulder to the wheel
- 1965 Gaining time
- 1965 Glamour girl
- 1965 Paper round
- 1965 Silver mink
- 1965 VIP
- 1966 Ladies Night
- Baa Baa Black Sheep
- Brandy Snaps
- Carminetta
- Coffee Bar
- Highdays and Holidays
- Hollywood Romance
- Irish Fantasy
- Monica
- Neapolitan Holiday
- Outrage
- The Playful Pelican

### Werken voor harmonie- en fanfareorkesten en brassbands
- 1960 The Shipbuilders, suite voor brassband (verplicht werk in de 3e divisie bij de Britse National Brass Band Championships in 1973)
  1. Web of Steel
  2. The Launching
  3. All Hands at Work
  4. Maiden Voyage
- Automation, symfonisch prelude voor brassband
- Brass Band Blues, voor brassband
- Galleons Reach, fantasia voor brassband
- Jodrell Bank, ouverture voor brassband
- On the Pier, ouverture voor brassband
- The Explorers ouverture
- The Overseer, ouverture voor fanfareorkest en brassband
- Windsor Great Park, voor brassband

### Liederen
- Two Hearts on a Tree, voor zangstem en piano

### Werken voor piano
- 1950 The Wall's theme
- 1962 Lazy Piano